# Thạch Yên
Thạch Yên là một xã thuộc huyện Cao Phong, tỉnh Hòa Bình, Việt Nam.

## Địa lý
Xã Thạch Yên nằm ở phía nam huyện Cao Phong, có vị trí địa lý:
- Phía đông giáp huyện Kim Bôi
- Phía tây giáp xã Dũng Phong và xã Nam Phong
- Phía nam giáp huyện Lạc Sơn và huyện Tân Lạc
- Phía bắc giáp xã Hợp Phong.

Xã Thạch Yên có diện tích 40,01 km², dân số năm 2018 là 4.674 người, mật độ dân số đạt 117 người/km².

## Lịch sử
Trước năm 1945, Thạch Yên là một xã thuộc tổng Cao Phong, châu Kỳ Sơn. Sau Cách mạng Tháng Tám, xã Thạch Yên thuộc huyện Kỳ Sơn.
Tháng 8 năm 1954, Ủy ban kháng chiến hành chính Liên khu III quyết định chia xã Thạch Yên thành 2 xã Yên Thượng và Yên Lập.
Ngày 12 tháng 12 năm 2001, huyện Cao Phong được thành lập, các xã Yên Thượng và Yên Lập chuyển sang trực thuộc huyện Cao Phong.
Đến năm 2018, xã Yên Lập có diện tích 22,77 km², dân số là 2.184 người, mật độ dân số đạt 96 người/km²; xã Yên Thượng có diện tích 17,24 km², dân số là 2.490 người, mật độ dân số đạt 144 người/km².
Ngày 17 tháng 12 năm 2019, Ủy ban Thường vụ Quốc hội ban hành Nghị quyết số 830/NQ-UBTVQH14 về việc sắp xếp các đơn vị hành chính cấp huyện, cấp xã thuộc tỉnh Hòa Bình (nghị quyết có hiệu lực từ ngày 1 tháng 1 năm 2020). Theo đó, sáp nhập toàn bộ diện tích và dân số của hai xã Yên Lập và Yên Thượng để tái lập xã Thạch Yên.